# Lista președinților Republicii Cehe
Această pagină este o listă a președinților Republicii Cehe, începând cu 1 ianuarie 1993, de când Republica Cehă a devenit stat suveran.
Președintele Republicii Cehe este șeful Republicii Cehe. Cele mai multe din puterile sale efective sunt ceremoniale, cu excepția dreptului său de veto. Președintele Republicii Cehe poate să returneze proiectul unei legi parlamentului, care, la rândul său poate să treacă peste veto-ul președintelui. Președintele este ales de Parlament pe o durată de 5 ani. Dacă parlamentul nu alege un președinte la încheierea mandatului "vechiului" președinte, unele din funcțiile acestuia sunt preluate de primul ministru, iar altele sunt preluate de liderul Parlamentului. 

## Președinții Republicii Cehe (stat suveran)
- Nici un președinte ales între 1 ianuarie 1993 - 2 februarie 1993 (unele funcții au fost îndeplinite de primul ministru Václav Klaus)

- Václav Havel, între 2 februarie 1993 - 2 februarie 2003

- Nici un președinte ales între 2 februarie 2003 - 7 martie 2003 (unele funcții au fost asumate de Vladimír Špidla și, respectiv, Lubomír Zaorálek)

- Václav Klaus, între 7 martie 2003 – 7 martie 2013

- Miloš Zeman, din 8 martie 2013